# Sjeverna Italija
Sjeverna Italija (talijanski: Italia Settentrionale, Italia del Nord ili jednostavno il Nord) spaja dva područja koja pripadaju Italiji: 
- Sjeverozapad (Nord-Ovest): Dolina Aoste, Pijemont, Lombardija, Ligurija
- Sjeveroistok (Nord-Est): Friuli-Venezia Giulia, Veneto, Trentino-Alto Adige/Južni Tirol, Emilia-Romagna

Friuli-Venezia Giulia, Trentino-Alto Adige/Südtirol i Dolina Aoste su regije s  posebnim statutom.

## Povezane kategorije
- Središnja Italija
- Južna Italija
- Otočna Italija
- Sjeveroistočna Italija